# Santuario de Las Lajas
El Santuario de Nuestra Señora del Rosario de Las Lajas es un templo y basílica para el culto católico  y veneración de Nuestra Señora de Las Lajas. Este santuario se ubica en el municipio de Ipiales, cerca de Potosí, en el departamento de Nariño, al sur de Colombia y es destino de peregrinación y turismo desde el siglo xviii.

## Situación geográfica
El santuario está situado en el cañón del río Guáitara, en el corregimiento de Las Lajas del municipio de Ipiales, a siete kilómetros de la cabecera municipal, en el departamento de Nariño, Colombia, a 10 km de la frontera con el Ecuador.

## Aspectos arquitectónicos
La edificación actual, construida al principio del siglo XX, sustituyó una capilla que databa del siglo XVIII y es una iglesia de piedra gris y blanca de estilo neogótico, a imitación del gótico del siglo XIV, compuesta de tres naves construidas sobre un puente de dos arcos que cruza sobre el río y que hace de atrio o plaza de la basílica uniéndola con el otro lado del cañón.

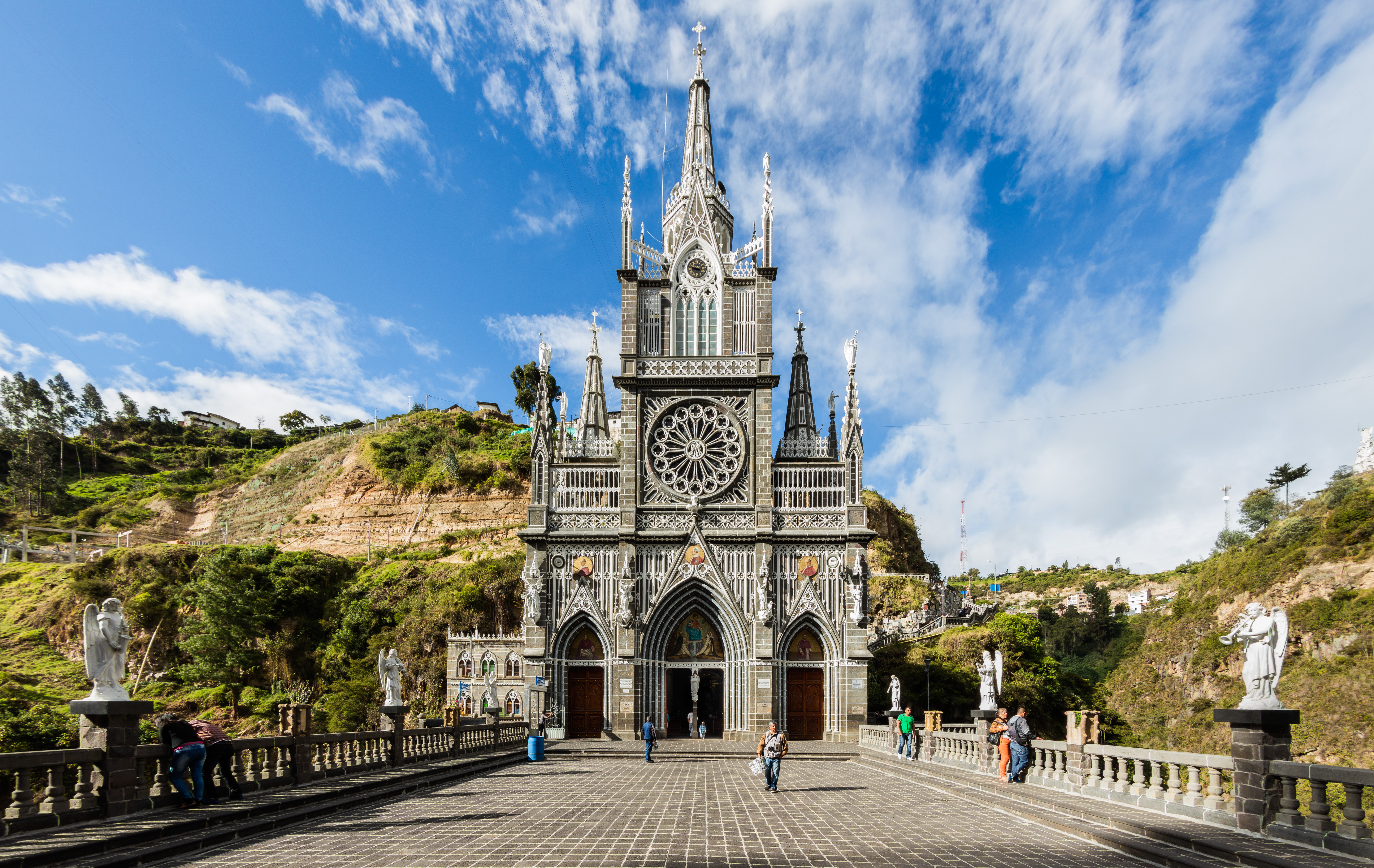
Santuario de las Lajas, fachada frontal.

La altura del templo, desde su base hasta la torre es de 100 metros, y el puente mide 50 metros de alto por 17 metros de ancho y 20 metros de largo.
El edificio principal mide 27,50 m de fondo por 15 m de ancho. En el interior, las tres naves están cubiertas con bóvedas de crucería. Tiene mosaicos en fibra de vidrio y en el día, su iluminación la da la luz que se filtra por los vitrales hechos por el alemán Walter Wolf. El fondo o ábside de las tres naves es el muro de piedra natural del cañón y en la nave central se destaca la imagen de la Virgen del Rosario pintada por un autor desconocido en una piedra laja. El basamento del templo propiamente dicho, además de los dos arcos de medio punto del puente, es una cripta a imitación del estilo románico, de tres naves cubiertas con bóvedas de cañón de estructura en piedra sillar y que está dedicada al Sagrado Corazón de Jesús.
En el exterior se destacan tres torres que terminan en agujas decoradas con grumos y frondas; ventanales, rosetones, arbotantes, contrafuertes y pináculos.
Los muros que flanquean los accesos al santuario característicamente escalonados por la topografía del terreno, están llenos de exvotos y placas con agradecimientos por los favores recibidos, así como con aparatos ortopédicos para dar testimonio de curaciones atribuidas al favor de la advocación venerada.

## Historia

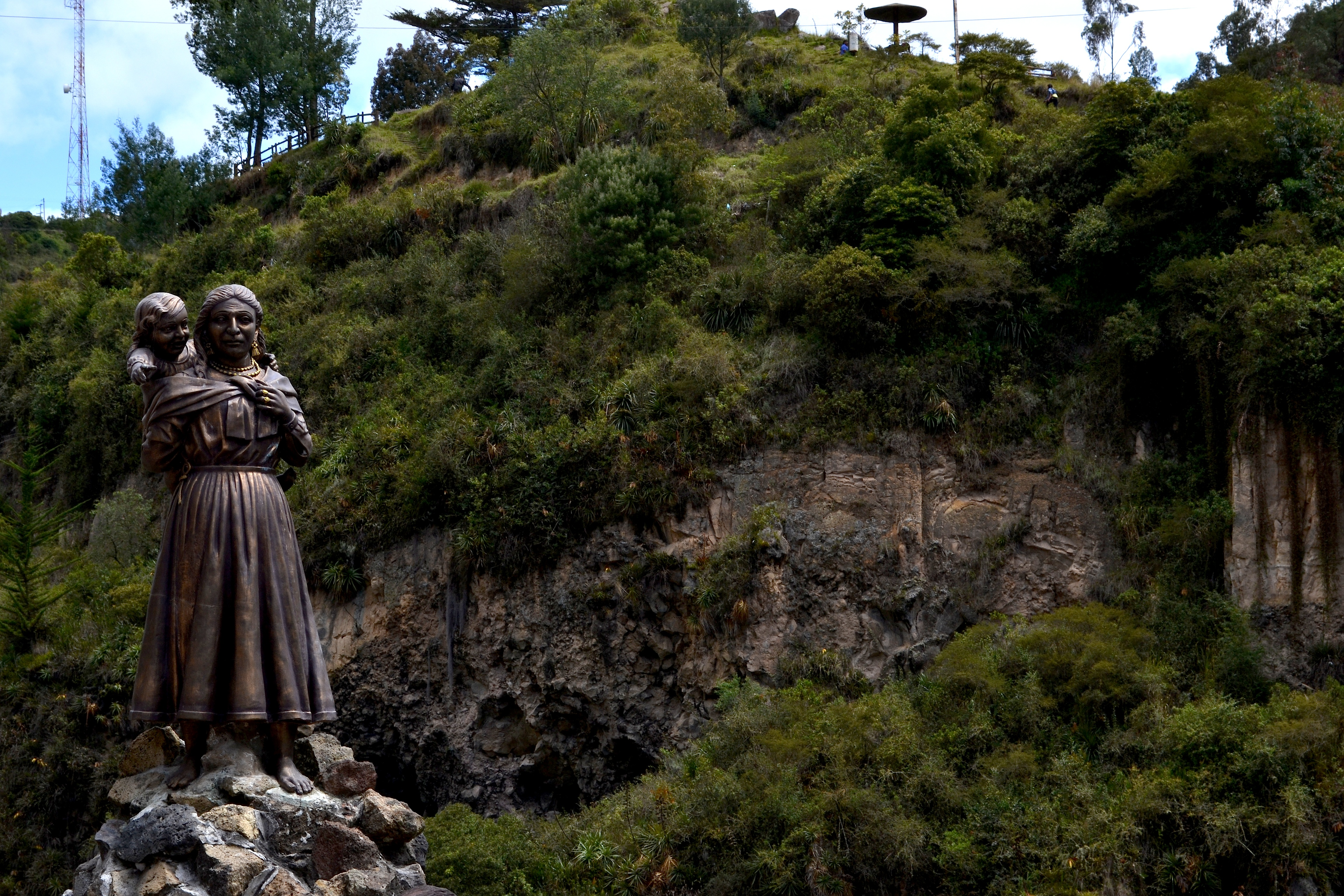
Escultura de la mujer indígena María Mueses y su hija Rosa

El franciscano Juan de Santa Gertrudis, en su crónica del viaje entre 1756 y 1762 por el sur del Reino de Nueva Granada, publicada en cuatro tomos con el título de “Maravillas de la naturaleza”, menciona el santuario en el libro III, siendo posiblemente la referencia más antigua de su existencia.

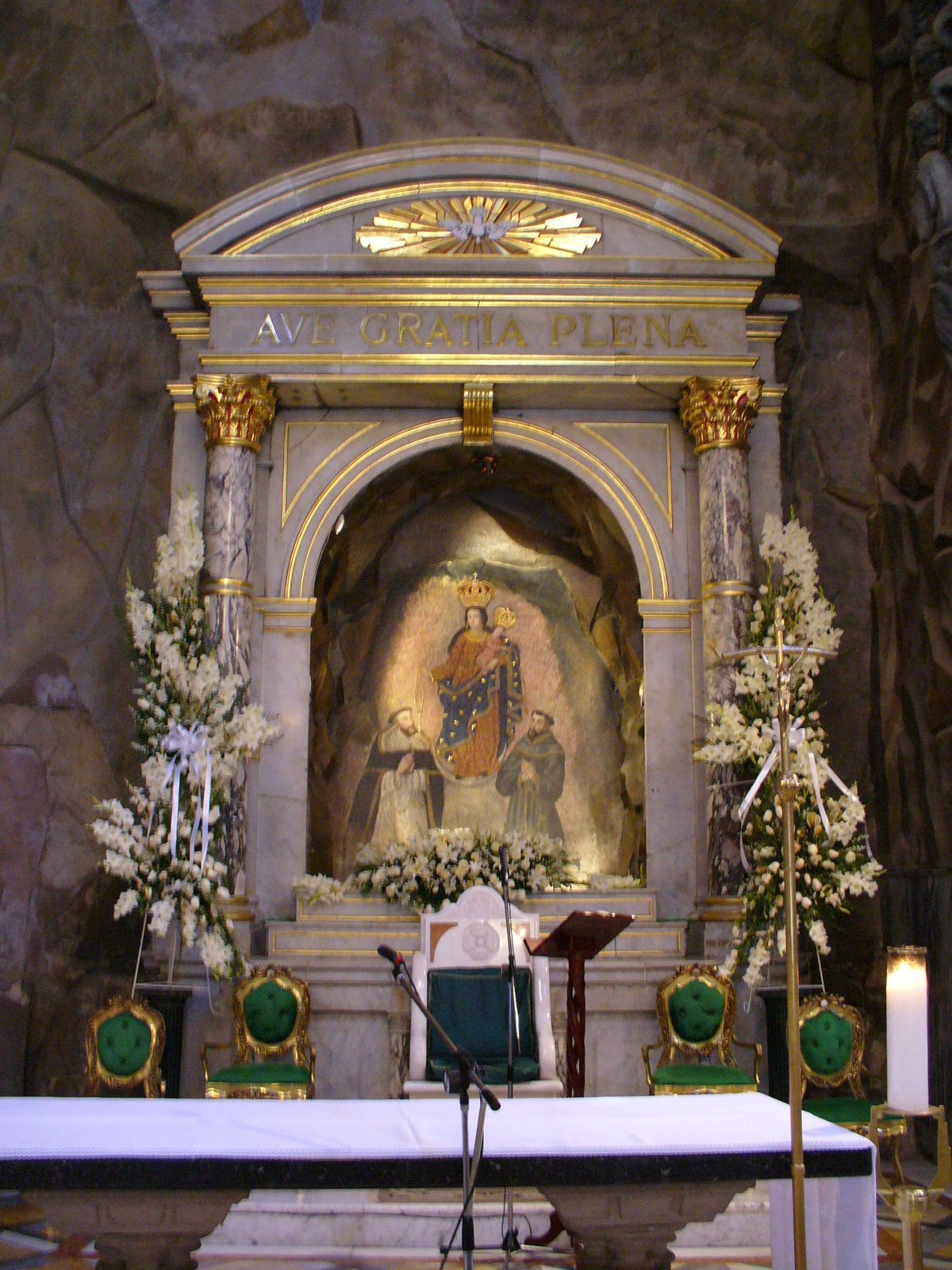
Altar principal del Santuario con la pintura en piedra de Nuestra Señora de las Lajas.

Posteriormente, Justino Mejia y Mejia, capellán del santuario entre 1944 a 1977, e historiador, nos refiere la historia actualmente aceptada y que cuenta como alrededor de 1754 la imagen de la Virgen del Rosario fue descubierta por una in Rosa, su pequeña hija, cuando se dirigían de Ipiales a su casa en Potosí; al verse sorprendidas por una tormenta, María y su hija, buscaron refugio a la vera del camino entre las oquedades formadas por las piedras planas y anchas o losas naturales (lajas) inmensas que caracterizan esa zona del cañón del río. Para sorpresa de la madre, la niña que hasta ese momento era considerada sordomuda llama su atención con las palabras: "Mamita, la mestiza me llama..." señalando la pintura seguramente iluminada en forma sugestiva por los relámpagos.
Después de que las autoridades y los habitantes de la región comprobaran la verdad de los hechos, que fueron calificados como prodigio por las autoridades eclesiásticas, el 15 de septiembre de 1754 el lugar fue convertido en una referencia para toda la comarca incluyendo el norte del Ecuador y se procedió a edificar el santuario cuya historia tiene cinco épocas bien definidas.

### Etapas del santuario

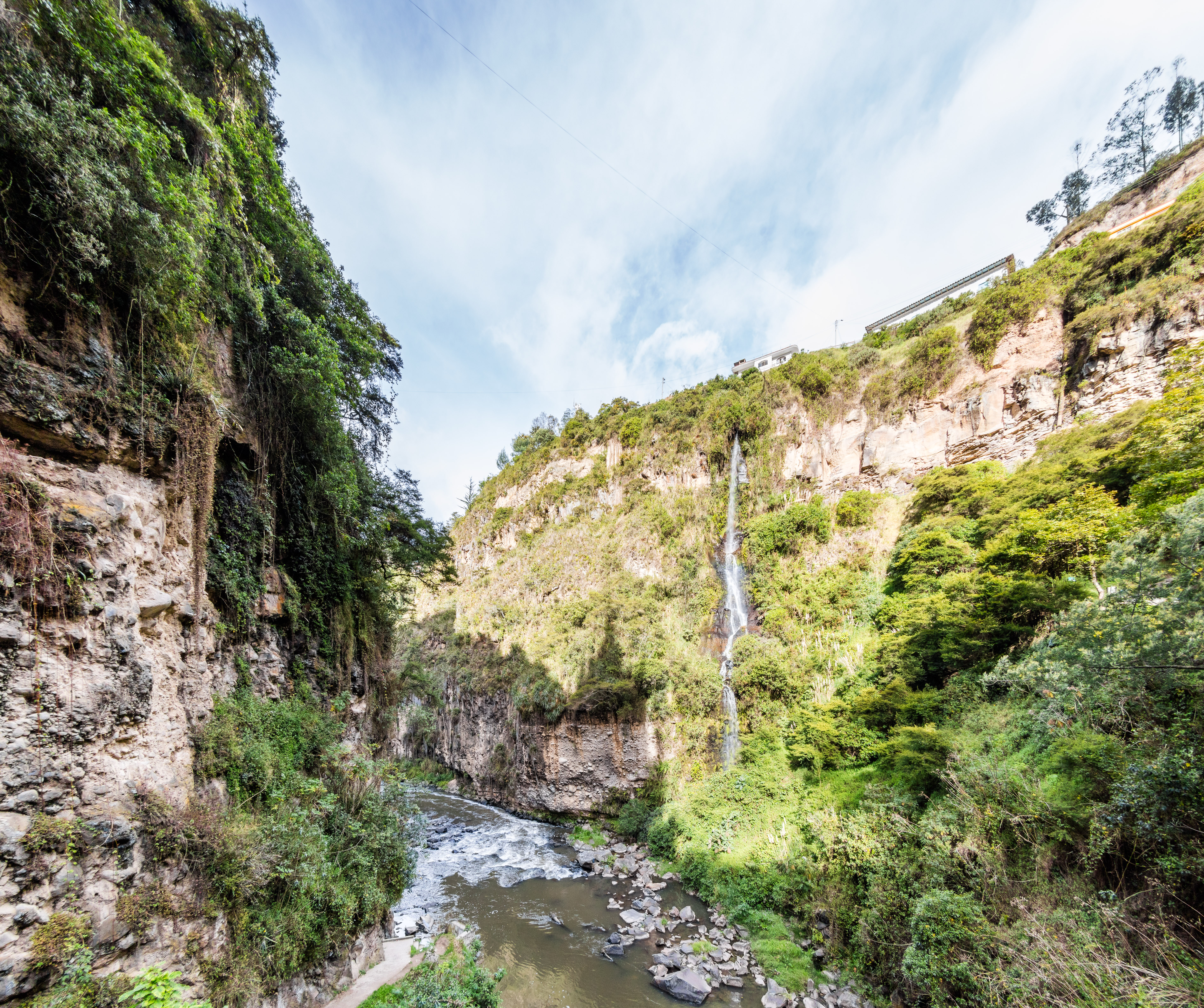
Cascada y río Guáitara.

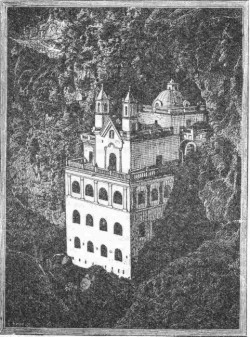
Santuario de las Lajas, en su tercera época, según grabado de 1853.

- La primera etapa abarca la construcción de una choza de madera y paja, con una duración de 40 años.
- La segunda, la construcción de una capilla con materiales de ladrillo y cal, con terminación en cúpula.

"El primero de enero de 1795 se comenzó a trabajar la piedra de cantería para la capilla de Nuestra Señora de las Lajas y en ese día se gastaron veinticinco pesos en socorrer los indios canteros que vinieron de la villa (Ibarra). Seguramente, a principios de 1796, se dio de lleno a la mencionada construcción y, de allí en adelante, siguió el curso de la obra con generosidad, diligencia y constancia, poniendo al servicio de ella los escasos ingresos que percibía la parroquia, el trabajo de las propias manos de los habitantes y la amplia cooperación de varios arquitectos ecuatorianos. Después de siete años de constantes esfuerzos, se construyó la capilla que contaba con 7 m. de largo por 6 m. de ancho"

- La tercera es el ensanchamiento del edificio en dirección suroccidente, con la intervención del arquitecto ecuatoriano Mariano Aulestia, edificación que duró más de un siglo causando admiración por su atrevida construcción. El escritor, y luego presidente de Colombia, Santiago Pérez Manosalva en su crónica titulada "Apuntes de un viaje por el sur de la Nueva Granada, en 1853"[5] describe:

"Adelantando hacia el sur y descendiendo como por una espiral de piedra, de repente halla el viajero, en medio de peñascos y como labrada en el corazón de ellos, una capilla, cuya parte externa se asoma atrevida y graciosamente sobre el precipicio. Esta parte es de mampostería; el interior es todo formado por la roca misma, cortada en lajas, y en una de éstas se ve dibujada al óleo la imagen de la Virgen, a quien ha levantado la naturaleza y el hombre completado este altar en las entrañas de la peña. Las aguas corren cuarenta pies abajo; las murallas se destacan agrias y rocallosas; el bosque se tupe alrededor, y todos los contornos se presentan con silvestre majestad"

- La cuarta es el proyecto de una plazoleta y puente de dos arcos.
- La quinta, está relacionada con la edificación del actual santuario. Su construcción fue iniciada el 1 de enero de 1916 con la bendición de la primera piedra; la obra estuvo a cargo del ingeniero ecuatoriano J. Gualberto Pérez y del pastuso Lucindo Espinosa, y se terminó en agosto de 1949. Se calcula que su costo fue de 1 850 000 pesos colombianos de la época (1 000 000 dólares aproximadamente[6]) conseguidos gracias a los aportes de los numerosos y fieles devotos especialmente de Colombia y Ecuador.

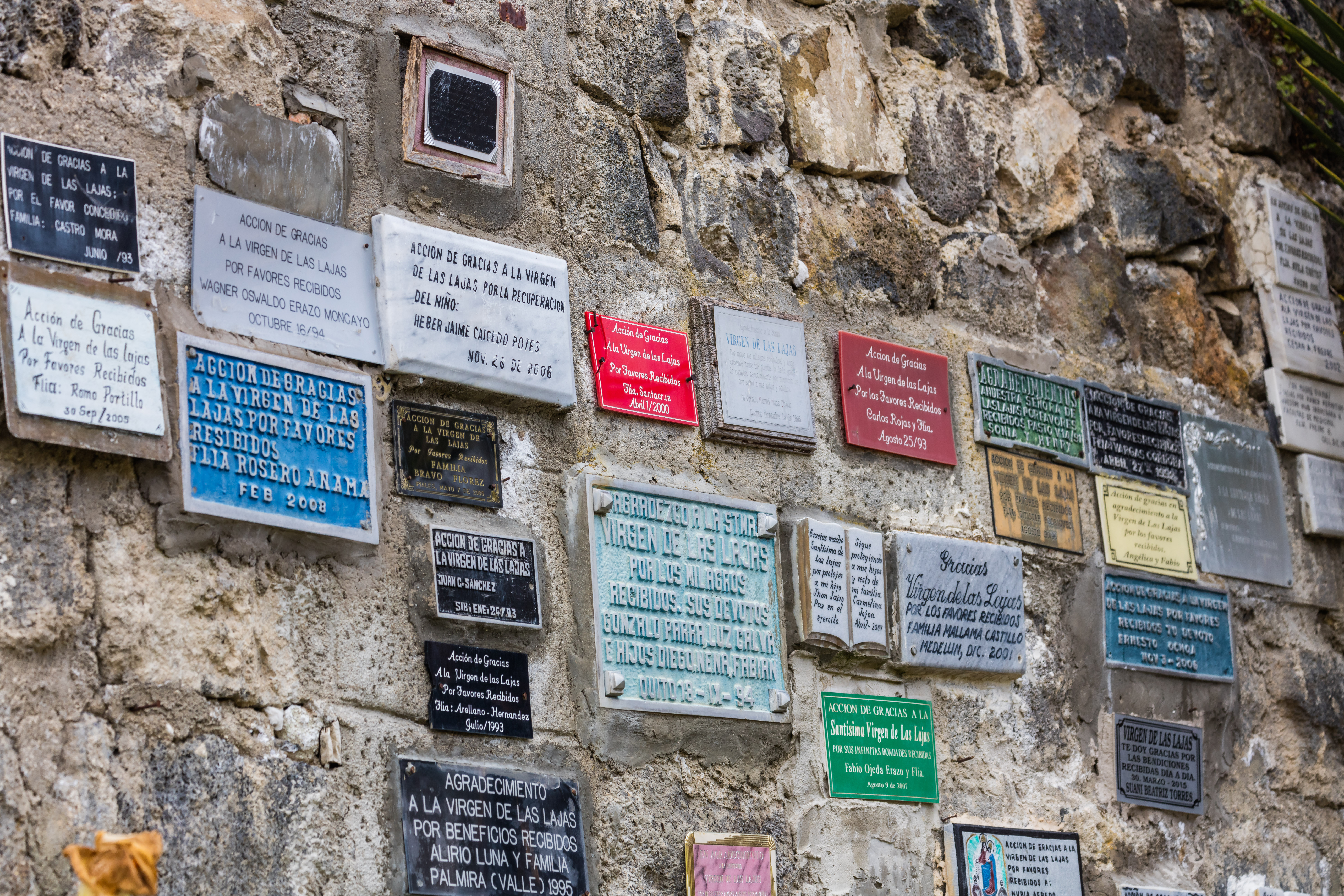
Placas conmemorativas.

 Planta y Fachada de un proyecto anterior para el Santuario de las Lajas, realizados con planos copia del arquitecto Gualberto Pérez y Abraham Giacometti, arquitecto italiano y don Lucindo modificaron totalmente este proyecto originalmente de imagen Románica, por el que finalmente se construyó de estilo gótico.

### Hitos destacados
- En 1951 la Santa Sede decretó la coronación canónica de Nuestra Señora de las Lajas y el santuario es basílica menor desde 1954.
- En 1984 el santuario es declarado monumento parte del patrimonio cultural del país, mediante Resolución 007 del 28-12-1984 del Gobierno colombiano.
- En 2006, mediante Resolución 1592 de octubre de 2006, se declara la Iglesia Nuestra Señora de las Lajas, ubicada en el municipio de Ipiales, departamento de Nariño, como Bien de Interés Cultural de Carácter Nacional, y se delimita su área de influencia.
- En 2007 el santuario de las Lajas es considerado una de las siete maravillas de Colombia al obtener la segunda votación más alta; solo superada por la Catedral de Sal de Zipaquirá, en un concurso convocado por el periódico colombiano "El Tiempo"
- En 2015 el diario británico The Daily Telegraph eligió al Santuario de Las Lajas de una lista de 23 iglesias como la iglesia más bella del mundo por su ubicación y arquitectura.[7]

## Aspectos religiosos

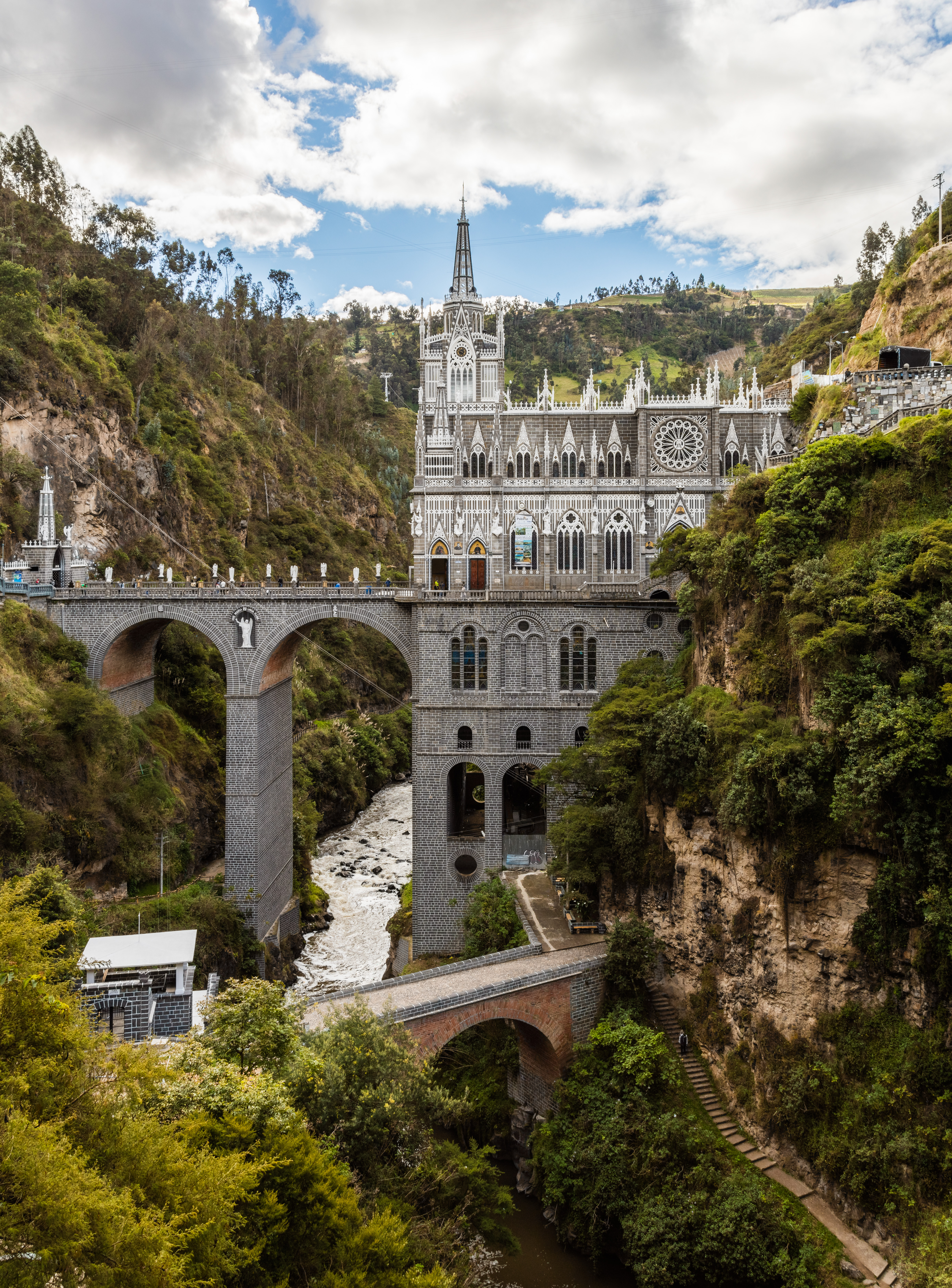
Santuario de las Lajas visto desde el sur.

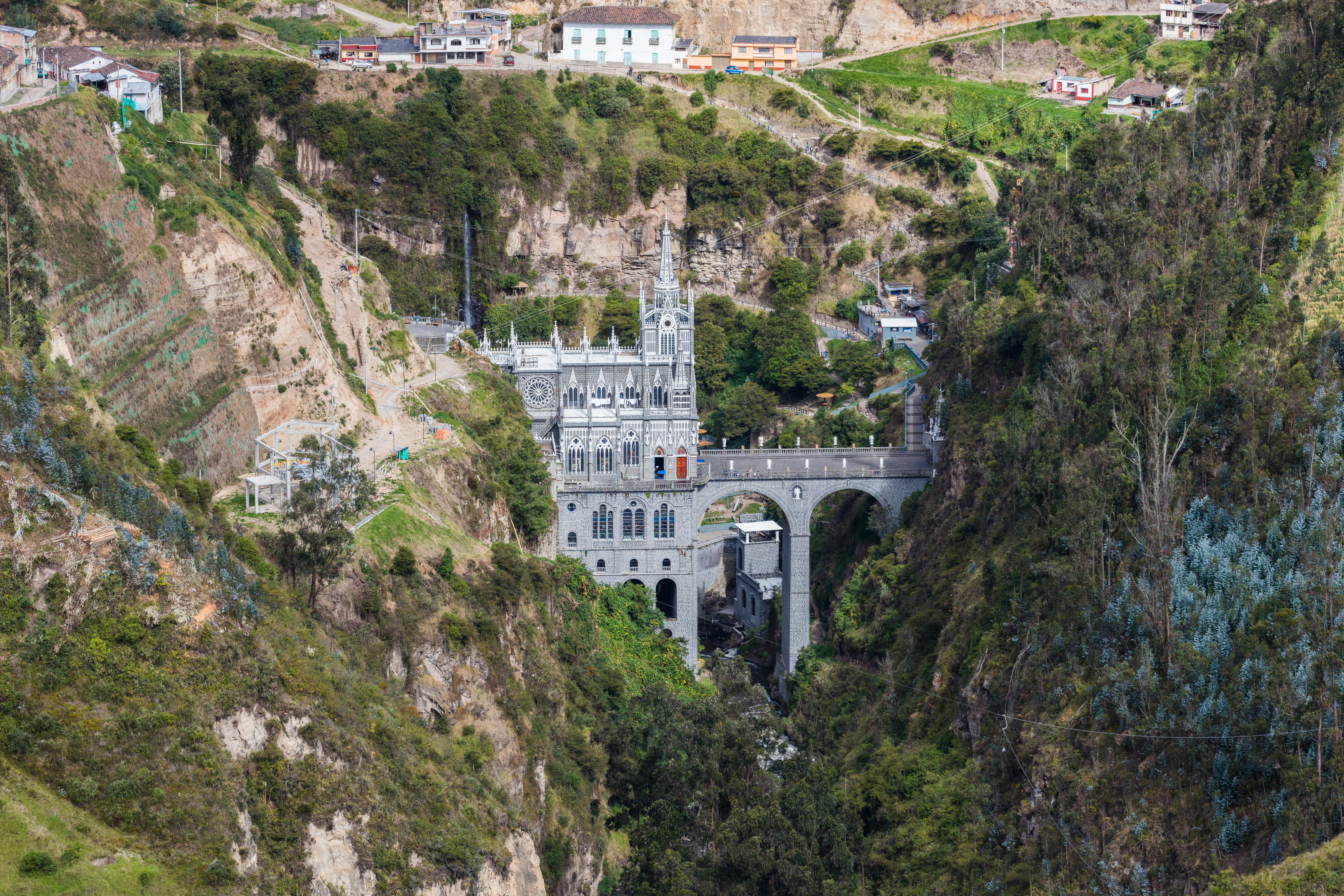
Santuario de las Lajas visto desde el norte.

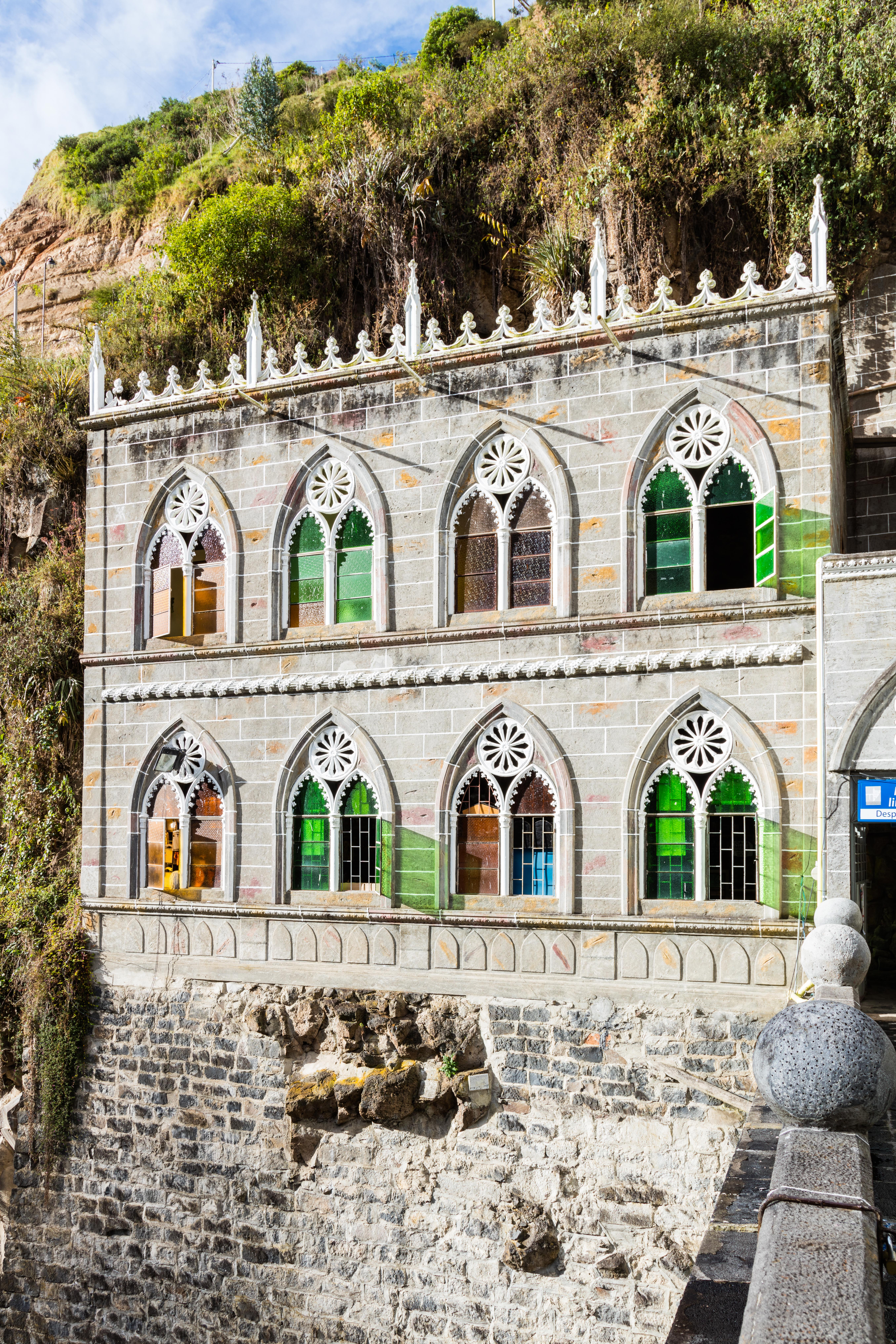
Edificio contiguo

La parroquia de Las Lajas hace parte de la diócesis de Ipiales.
El santuario está bajo el cuidado o administración, en lo doméstico y en lo pastoral, por las hermanas Franciscanas de María Inmaculada; y en lo eclesiástico y religioso es atendido por el capellán y sacerdotes adscritos a la parroquia de Nuestra Señora del Rosario de las Lajas, en la diócesis de Ipiales.
Los servicios religiosos se hacen siguiendo el rito romano.
La peregrinación de los devotos al santuario es permanente, pero se incrementa en tres épocas del año: en septiembre cuando se celebran las fiestas patronales, sobre todo los días 15 y 16 de septiembre; el Jueves Santo cuando, los peregrinos, especialmente desde la ciudad de Pasto, o de Túquerres y pueblos cercanos, y del Ecuador, llegan a pie después de una travesía de más de 12 horas. También hay peregrinación en diciembre y los primeros días de enero de cada año.